# Albanisch-italienische Beziehungen
Albanisch-italienische Beziehungen sind das zwischenstaatliche Verhältnis zwischen Albanien und Italien. Die Kontakte beider Länder miteinander hat eine lange Vorgeschichte. So gehörten die Gebiete der Illyrer zu den frühesten Expansionsgebieten der Römischen Republik außerhalb der italienischen Halbinsel. Später etablierte die Republik Venedig Stützpunkt im heutigen Albanien und italienische Saaten wie der Kirchenstaat, Venedig und das Königreich Neapel unterstützen die Liga von Lezha gegen das Osmanische Reich. Nach der Einnahme von ganz Albanien durch die Osmanen Ende des 15. Jahrhunderts brachen die Kontakte für eine längere Zeit ab. Diplomatische Beziehungen zwischen dem vereinten Italien und Albanien nach der Unabhängigkeit Albaniens 1912 aufgenommen. In der Zwischenkriegszeit geriet Albanien unter starken italienischen Einfluss, was zwischen 1939 und 1943 in der Besetzung Albaniens durch das faschistische Italien gipfelte. In dieser Zeit war Viktor Emanuel III. König von Albanien. Nach dem Zweiten Weltkrieg wurden die Beziehungen 1949 wieder aufgenommen, blieben allerdings aufgrund Albaniens Isolationismus unter Enver Hoxha nur von bescheidener Intensität. Die änderte sich nach 1990, als Albaniens Isolation endete und enge wirtschaftliche und politische Beziehungen etabliert wurden. So ist Italien heute für Albanien der wichtigste Handelspartner und wichtigster politischer Verbündeter.

## Geschichte

### Frühe Beziehungen

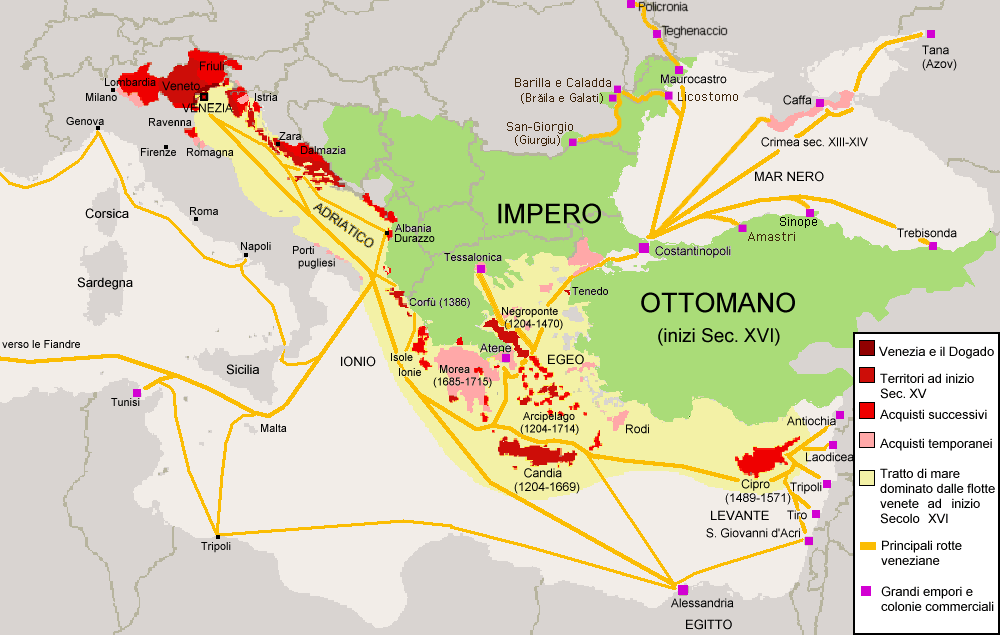
Besitzung Venedigs an der Adria (16. Jahrhundert)

Die Beziehungen zwischen Albanien und den italienischen Regionen reichen bis in die Antike und das Mittelalter zurück. Bereits in römischer Zeit bestanden ab dem 3. Jahrhundert v. Chr. enge Verbindungen zwischen der Provinz Illyrien im heutigen Albanien und der italischen Halbinsel. Zwischen 1272 und 1368 unterstand das Regnum Albaniae dem normannischen Königreich Sizilien. Später unterhielt die Seerepublik Venedig wichtige Handelsstützpunkte an der albanischen Küste, und auch das Königreich Neapel trat in Kontakt mit albanischen Fürstentümern – ein Beispiel ist das Bündnis des albanischen Nationalhelden Gjergj Kastrioti Skanderbeg mit Neapel, Venedig und dem Kirchenstaat im 15. Jahrhundert. Nach der osmanischen Eroberung Albaniens flohen ab 1468 tausende Albaner nach Süditalien und bildeten die Minderheit der Arbëresh, die bis heute ihre Sprache und Kultur pflegen. Angehörige dieser albanischstämmigen Minderheit – die vom italienischen Staat als ethnolinguistische Gruppe anerkannt ist – bereicherten die italienische Gesellschaft und beteiligten sich sogar am Risorgimento (so kämpften Arbëresh in den Freiwilligenverbänden Garibaldis). Im 19. Jahrhundert unterstützten Arbëreshë-Intellektuelle die albanische Nationalbewegung. Italien selbst, nach seiner Einigung 1861 ein neuer Regionalakteur, interessierte sich für Albanien aufgrund der geographischen Nähe über die Adria. Während der Balkankriege und im Zuge der Unabhängigkeit Albaniens 1912 setzte sich Italien (gemeinsam mit Österreich-Ungarn) auf der Londoner Botschafterkonferenz 1913 erfolgreich für die Schaffung eines souveränen albanischen Staates ein.

### Unabhängiges Albanien und Italien

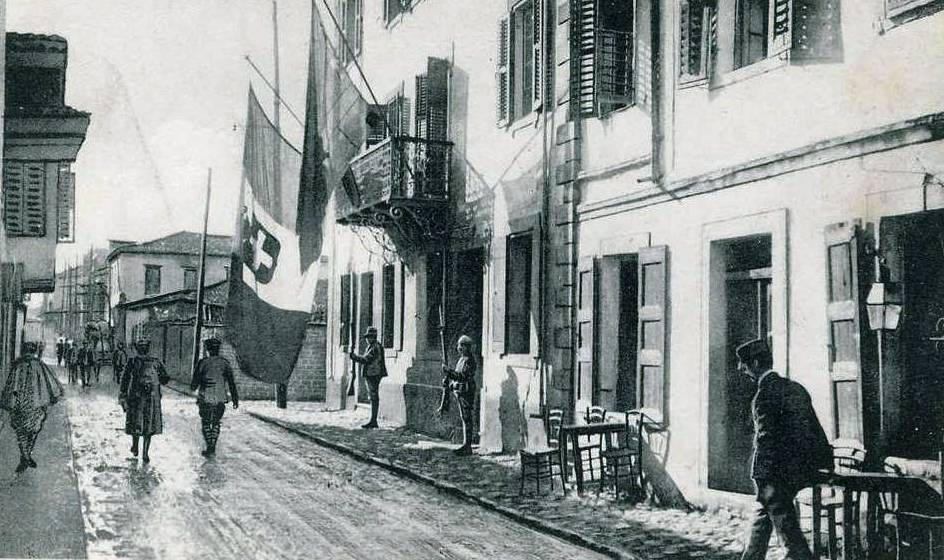
Italienische Soldaten während des Ersten Weltkriegs in Vlora

Nach der Unabhängigkeit Albaniens im Jahr 1912 nahmen Italien und Albanien offizielle Beziehungen auf. Die provisorische Regierung unter Ismail Qemali entsendete zunächst noch keine eigene Vertretung nach Rom; erst unter dem vom europäischen Adel gestellten Fürsten Wilhelm zu Wied (Regentschaft 1914) wurde mit Myfid Bey Libohova ein erster albanischer Gesandter nach Italien geschickt. Der Ausbruch des Ersten Weltkriegs unterbrach jedoch diese Kontakte – Italien besetzte 1914/15 zeitweise das strategisch wichtige Vlora (Valona) und andere Teile Südalbaniens, um seine Interessen an der Straße von Otranto zu sichern. Nach Kriegsende versuchte Rom, ein Mandat über Albanien zu erlangen, stieß jedoch auf Widerstand und 1920 vertrieben albanische Freischärler die italienischen Truppen aus Vlora. Am 2. August 1920 unterzeichnete Italien ein Protokoll, in dem es auf Vlora verzichtete und die volle Souveränität Albaniens anerkannte. Anschließend nahmen beide Länder ihre diplomatischen Beziehungen wieder auf: 1921 wurde eine albanische Gesandtschaft in Rom eingerichtet, und im Laufe der 1920er Jahre entstand ein Netzwerk italienischer Konsulate in albanischen Städten.
In der Zwischenkriegszeit verfolgte das Königreich Italien eine Politik wachsender Einflussnahme, wobei Italien territoriale Ansprüche auf dem Balkan verfolgte und dafür Albanien als Sprungbrett nutzte. Durch Abkommen, Konzessionen und Kredite baute Rom ab 1922 schrittweise eine dominierende Stellung in Albaniens Wirtschaft und Militär auf. Diese Abkommen mit Italien machten das kleine, arme und agrarische Albanien faktisch zu einem italienischen Satellitenstaat. Höhepunkte dieser Entwicklung waren der Erste und Zweite Tirana-Pakt (1926 bzw. 1927), der ein militärisches Bündnis etablierte und der italienischen Marine Zugang zu albanischen Häfen gab. Albaniens Staatshaushalt und Streitkräfte wurden zunehmend von italienischen Finanzhilfen abhängig, während italienische Berater Schlüsselpositionen übernahmen. Albanien konnte sich aus dem Abhängigkeitsverhältnis schließlich nicht mehr lösen und geriet in eine Schuldenfalle, als es seine Kredite nicht mehr bedienen konnte. Albanien musste gegenüber Mussolini weitere Zugeständnisse machen und Italien erhielt die Kontrolle über die Telegrafenverbindungen und ein Monopol im Elektroenergiesektor.

### Zweiter Weltkrieg und italienische Besatzung Albaniens

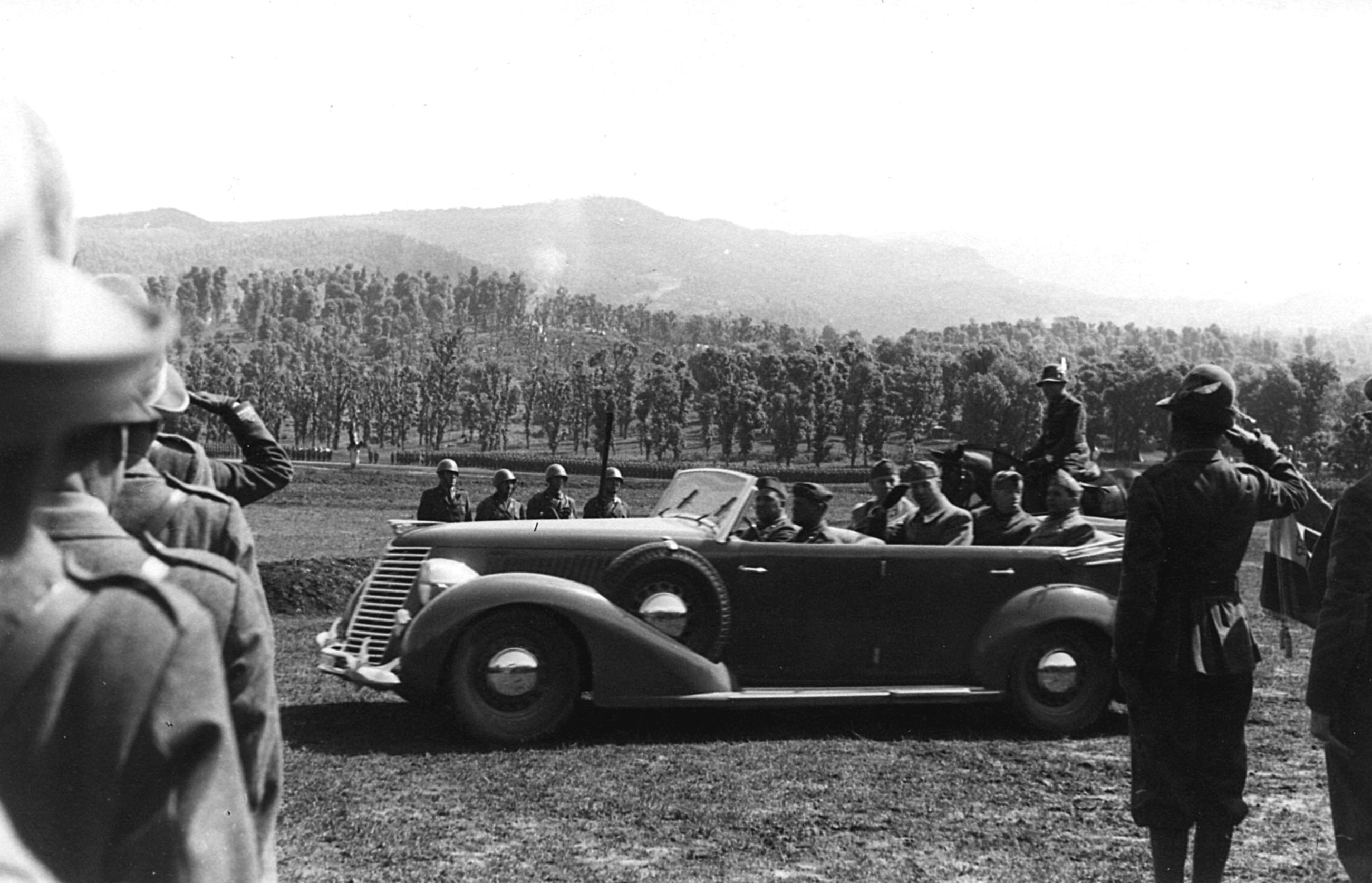
Viktor Emanuel III. in Albanien während der Besatzungszeit

1928 proklamierte sich Präsident Ahmet Zogu mit Unterstützung Italiens zum König Zog I. von Albanien. Als König versuchte er Albaniens Souveränität zu wahren und als er gegen weitere Vereinnahmung opponierte und etwa diplomatisch auf Großmächte außerhalb Italiens zuging, fasste Rom schließlich den Entschluss zur gewaltsamen Okkupation. Am 7. April 1939 landeten italienische Truppen in mehreren albanischen Häfen und überrollten binnen weniger Tage das Land; König Zog I. floh ins Exil nach Griechenland. Albanien wurde in Personalunion dem italienischen Königreich einverleibt – der italienische Monarch Viktor Emanuel III. übernahm formal die albanische Krone. Während des Zweiten Weltkriegs (1939–1945) stand Albanien bis zum Sturz Mussolinis 1943 unter italienischer Besatzung. Die Italiener versuchten, durch Investitionen und infrastrukturelle Maßnahmen (Straßenbau, Häfen) sowie durch die Anschluss Kosovos an Albanien Teile der Bevölkerung für sich einzunehmen. Gleichzeitig wurden Albaniens Ressourcen systematisch für die italienische Kriegswirtschaft ausgebeutet, und die einheimische Verwaltung verlor jede Autonomie. Die Besatzung verlief anfangs relativ widerstandsarm, doch ab 1942 formierte sich ein zunehmend effektiver albanischer Partisanenwiderstand im Bund mit Titos Partisanen im besetzten Jugoslawien. Nach dem italienischen Waffenstillstand mit den Alliierten im September 1943 zogen sich die italienischen Truppen zurück, und die deutsche Wehrmacht übernahm bis Ende 1944 die Kontrolle in Albanien. Der Krieg hinterließ Albanien verwüstet; die Beziehungen zu Italien waren unterbrochen und belastet durch die Erfahrungen der Okkupation.

### Sozialistisches Albanien und Italien
Mit der Machtübernahme der kommunistischen Partei unter Enver Hoxha 1944 wandelte sich Albanien zu einem isolierten sozialistischen Staat, während Italien nach 1945 auf der Seite der westlichen Demokratien stand. Die diplomatischen Beziehungen lagen zunächst auf Eis, bis Italien 1947 im Pariser Friedensvertrag offiziell auf alle früheren Ansprüche in Albanien verzichtete und die Souveränität und bestehenden Grenzen Albaniens anerkannte. Im Mai 1949 nahmen beide Länder auf Drängen Roms hin diplomatische Beziehungen wieder auf – vorerst auf Legations- bzw. Gesandtschaftsebene. Italiens Regierungen verurteilten in dieser Phase ausdrücklich die Aggression des faschistischen Regimes von 1939 und bemühten sich um einen Neuanfang. Dennoch blieben die direkten Kontakte in den ersten Nachkriegsjahrzehnten gering, da Albanien sich zuerst dem Ostblock anschloss und ab den 1960er Jahren unter Hoxha einen selbstgewählten Isolationismus betrieb. Ein vorsichtiges Tauwetter setzte ein, nachdem Albanien 1968 aus Protest gegen die Niederschlagung des Prager Frühlings den Warschauer Pakt verlassen hatte. In den 1970er und insbesondere 1980er Jahren kam es zu einigen Austauschprojekten: So reisten vereinzelt albanische Regierungsdelegationen nach Italien, und es wurden begrenzte Handels- und Kulturaustauschabkommen geschlossen. Insgesamt blieben die Kontakte allerdings bescheiden, da Hoxhas Regime weiterhin westliche Einflüsse strikt kontrollierte.

### Beziehungen nach 1990

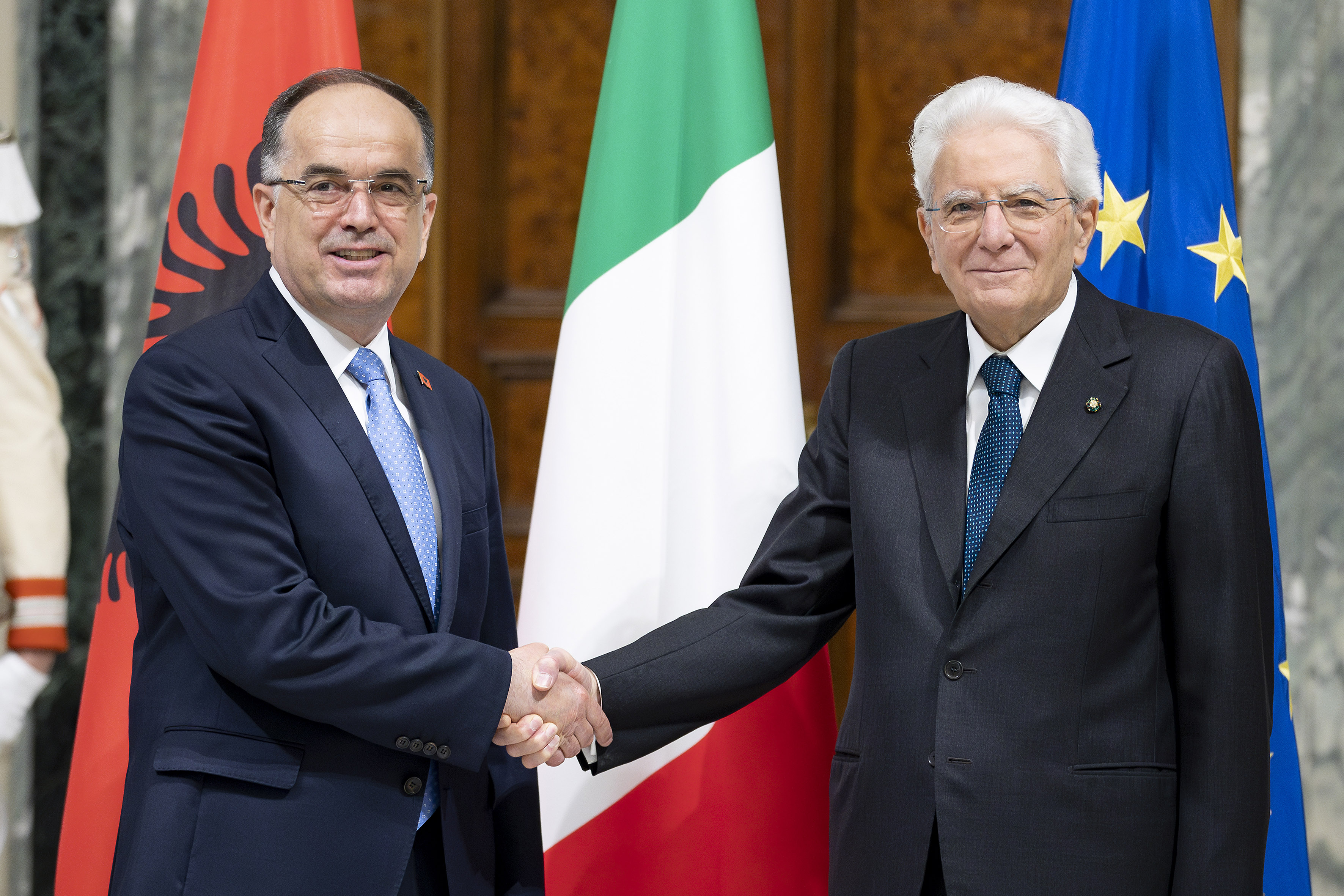
Bajram Begaj mit Sergio Mattarella (2023)

Der Sturz des kommunistischen Regimes 1990/91 markierte einen Wendepunkt in den albanisch-italienischen Beziehungen. Italien zählte zu den ersten Ländern, die Albanien in der Systemtransformation unterstützten, und profilierte sich in den 1990er Jahren als wichtigster westlicher Partner Albaniens. Rom leistete umfangreiche Wirtschaftshilfe, förderte den Aufbau demokratischer Institutionen und half bei der Rechtsstaatsreform. Gleichzeitig setzte kurz nach der Grenzöffnung eine Massenemigration aus Albanien nach Italien ein: 1991 erreichten zehntausende albanische Flüchtlinge via Adria italienische Hafenstädte (wie Bari und Brindisi), was in Italien zu einer beispiellosen humanitären und logistischen Herausforderung führte. Italien reagierte mit einer Mischung aus Hilfsmaßnahmen und Migrationskontrolle – es wurden Notaufnahmelager eingerichtet, viele Albaner aber auch in ihre Heimat zurückgeführt. Die engen politischen Beziehungen festigten sich indes weiter: Italien war 1997 federführend an der Beendigung der Albanien-Krise beteiligt. Nach dem Zusammenbruch von Pyramidensystemen und dem Ausbruch eines bewaffneten Aufstands entsandte Rom im April 1997 im Rahmen der von den UN mandatierten „Operation Alba“ rund 3.000 Soldaten nach Albanien, um die öffentliche Ordnung wiederherzustellen und humanitäre Hilfe zu ermöglichen. Diese italienisch geführte multinationale Schutztruppe trug maßgeblich zur Stabilisierung Albaniens bei.
Auch während des Kosovo-Krieges 1999 kooperierten beide Länder eng: Italien unterstützte Albanien bei der Versorgung zehntausender kosovarischer Flüchtlinge und stellte selbst Truppen für den NATO-Einsatz in der Region. In den 2000er Jahren intensivierte sich die Zusammenarbeit weiter. 2009 trat Albanien der NATO bei und auch die Annäherung Albaniens an die EU wurde von Italien, wie schon der NATO-Beitritt, ausdrücklich befürwortet. Im Februar 2010 unterzeichneten beide Regierungen eine Erklärung über eine strategische Partnerschaft, die die exzellenten bilateralen Beziehungen auch formal untermauerte. Italien unterstützte Albaniens Kandidatenstatus (2014) und die Eröffnung von EU-Beitrittsverhandlungen, welche 2022 begannen. In den 2020er Jahren erschlossen sich neue Felder der Zusammenarbeit, etwa im Energiesektor – ein Beispiel ist die Transadriatische Gaspipeline (TAP), die seit 2020 Aserbaidschanisches Erdgas via Albanien nach Süditalien transportiert.
2024 schlossen Tirana und die rechtskonservative Meloni-Regierung in Rom ein Abkommen, um in Albanien Zentren für in Italien aufgegriffene irreguläre Migranten einzurichten, und setzten damit ein vielbeachtetes Pilotprojekt zur „Externalisierung“ von Asylverfahren um, welches allerdings kurz darauf von italienischen Gerichten gestoppt wurde.

## Wirtschaftsbeziehungen

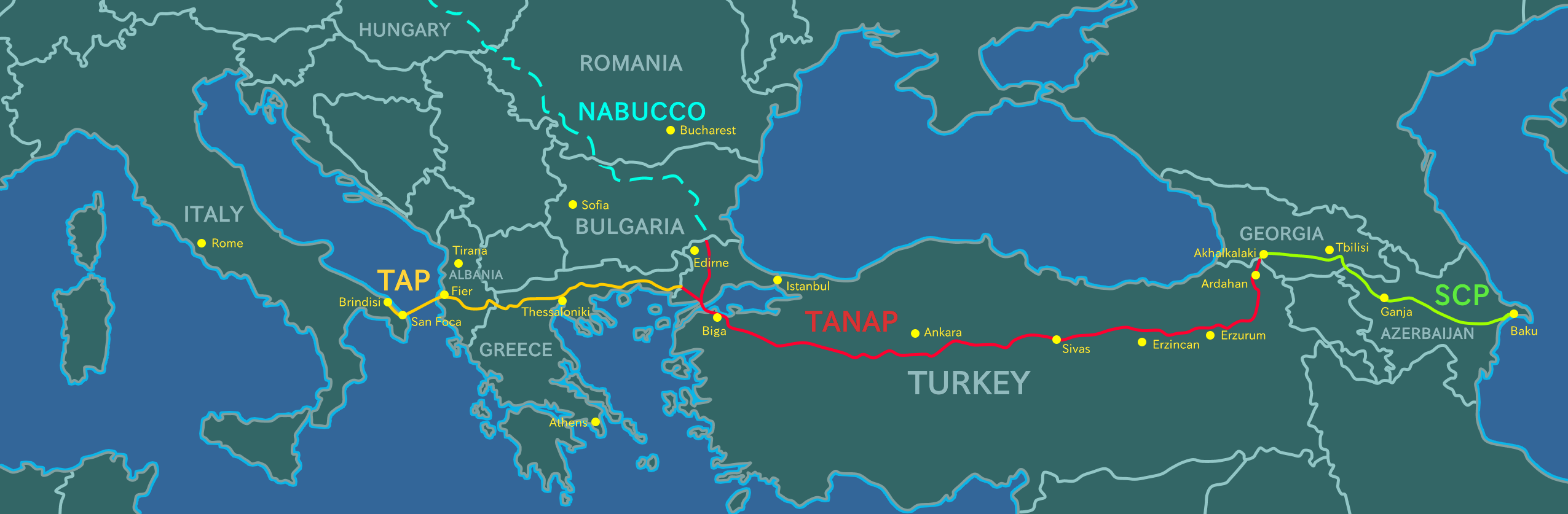
Gaskorridor zwischen Aserbaidschan und Italien

Die wirtschaftlichen Verbindungen zwischen Italien und Albanien sind traditionell sehr eng. Italien ist mit Abstand Albaniens größter Handelspartner: 2024 gingen rund 43,7 % der albanischen Exporte nach Italien, während Italien etwa 21 % der albanischen Importe lieferte. Historisch war Italien zudem der bedeutendste Geber von Entwicklungshilfe für Albanien: In den drei Jahrzehnten nach 1990 stellte Rom mehr bilaterale Finanzhilfen zur Verfügung als jeder andere Staat und förderte zahlreiche Infrastruktur- und Aufbauprojekte. Gleichzeitig gehört Italien zu den wichtigsten Auslandsinvestoren in Albanien, insbesondere in den Sektoren Banken, Energie, Bauwirtschaft, Landwirtschaft und Leichtindustrie. Viele italienische Unternehmen betreiben Fertigungsstätten in Albanien – beispielsweise in der Textil- und Schuhindustrie – und profitieren von der geographischen Nähe und den Freihandelsregelungen. Um die wirtschaftliche Kooperation strategisch zu steuern, haben beide Länder eine ständige gemischte Wirtschaftskommission eingerichtet. Geplante Großprojekte betreffen vor allem die Energie- und Verkehrs-Infrastruktur: So arbeiten Albanien und Italien im Rahmen des TAP-Pipeline-Konsortiums eng zusammen und unterstützen die Entwicklung des paneuropäischen Verkehrskorridors VIII (Querung der Adria und Anbindung Albaniens an Nordmazedonien und Bulgarien). Auch im Bereich der erneuerbaren Energien, Tourismuswirtschaft und Landwirtschaft streben beide Seiten intensivere Kooperation an. Ein Zeichen der fortschreitenden Integration ist das 2023 unterzeichnete Abkommen über die gegenseitige Anerkennung von Rentenansprüchen, das Arbeitnehmern beider Länder soziale Absicherung über die Landesgrenzen hinweg garantiert.

## Kulturbeziehungen

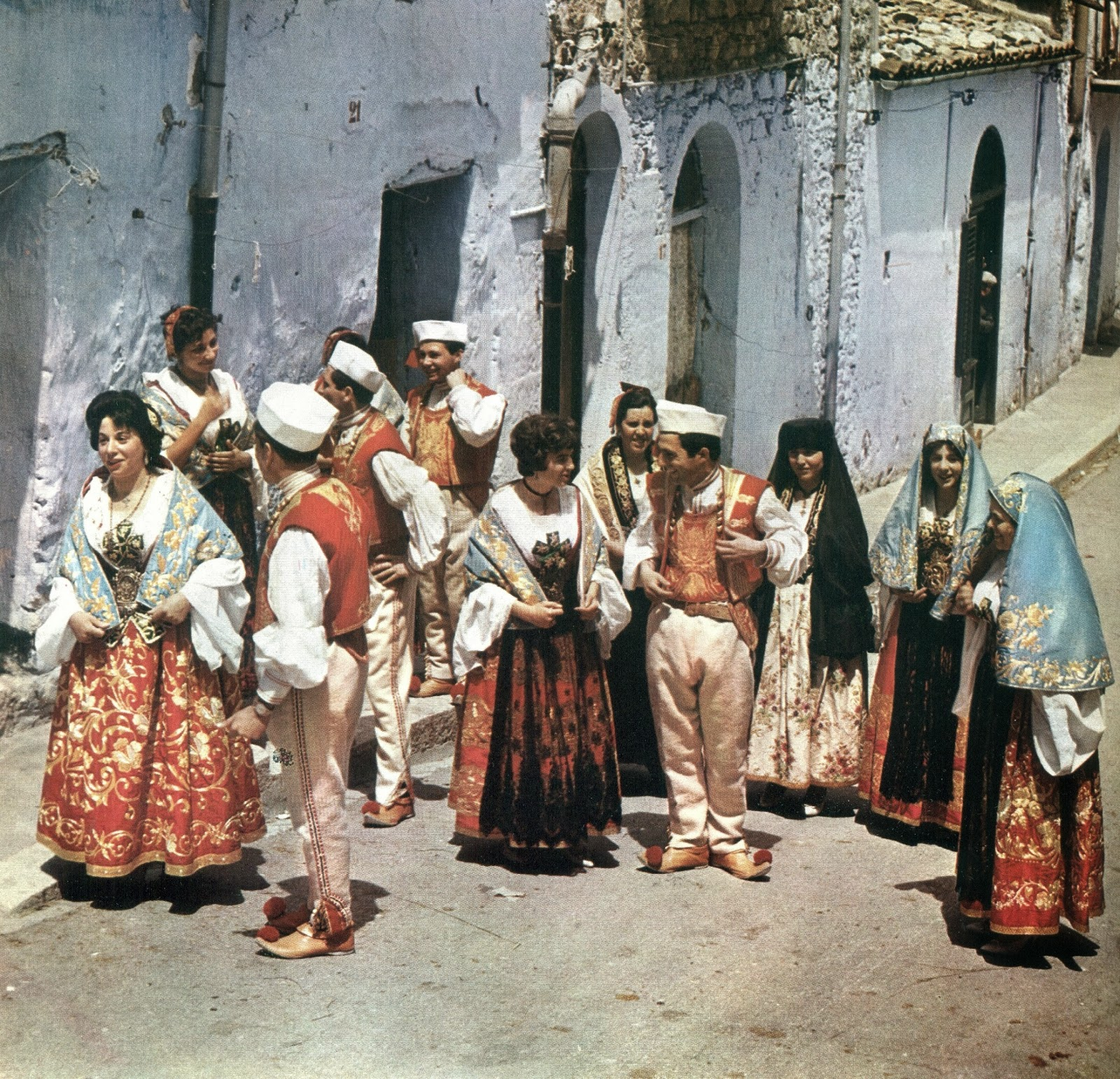
Arbëresh in traditioneller Tracht (1967)

Kulturell und menschlich sind Albanien und Italien durch diese vielfältigen Verflechtungen außergewöhnlich eng verbunden. Einen besonderen Stellenwert nimmt die Arbëresh-Gemeinschaft ein – Nachfahren albanischer Auswanderer des 15. Jahrhunderts, die in Süditalien angesiedelt sind. In etwa 50 Dörfern und Kleinstädten Kalabriens, Siziliens und anderer Regionen wird bis heute von knapp 100.000 Personen ein altertümliches Albanisch gesprochen; diese Gemeinden pflegen albanische Traditionen in Sprache, Musik und Religion und fungieren seit jeher als kulturelle Brücke zwischen beiden Ländern. Im modernen Albanien war die italienische Kultur ebenfalls lange präsent: Trotz kommunistischer Isolation hörten viele Albaner heimlich italienische Radiosender oder verfolgten – begünstigt durch die geographische Nähe – italienische Fernsehprogramme, was Italien in der Bevölkerung ein positives Ansehen verschaffte. Nach 1990 ist Italien zu einer der wichtigsten Zielländer für albanische Emigranten geworden. Schätzungsweise eine halbe Million Albaner und Personen albanischer Abstammung leben heute in Italien. Italien beherbergt damit die weltweit größte albanische-Diaspora-Gemeinschaft neben derjenigen in Griechenland. Diese neueren Einwanderer fügten sich in vielen Fällen erfolgreich in die italienische Gesellschaft ein und tragen zugleich zur Verbreitung italienischer Einflüsse in Albanien bei (z. B. durch Rücküberweisungen, Geschäftsgründungen oder im Kulturbereich). 2014 richtete Albanien ein eigenes Diasporaministerium ein, und Italien unterstützt die albanische Gemeinde bei Integrations- und Bildungsfragen.

## Diplomatische Standorte
- Albanien hat eine Botschaft in Rom und Generalkonsulate in Bari und Mailand.
- Italien hat eine Botschaft in Tirana und ein Generalkonsulat in Vlorë.

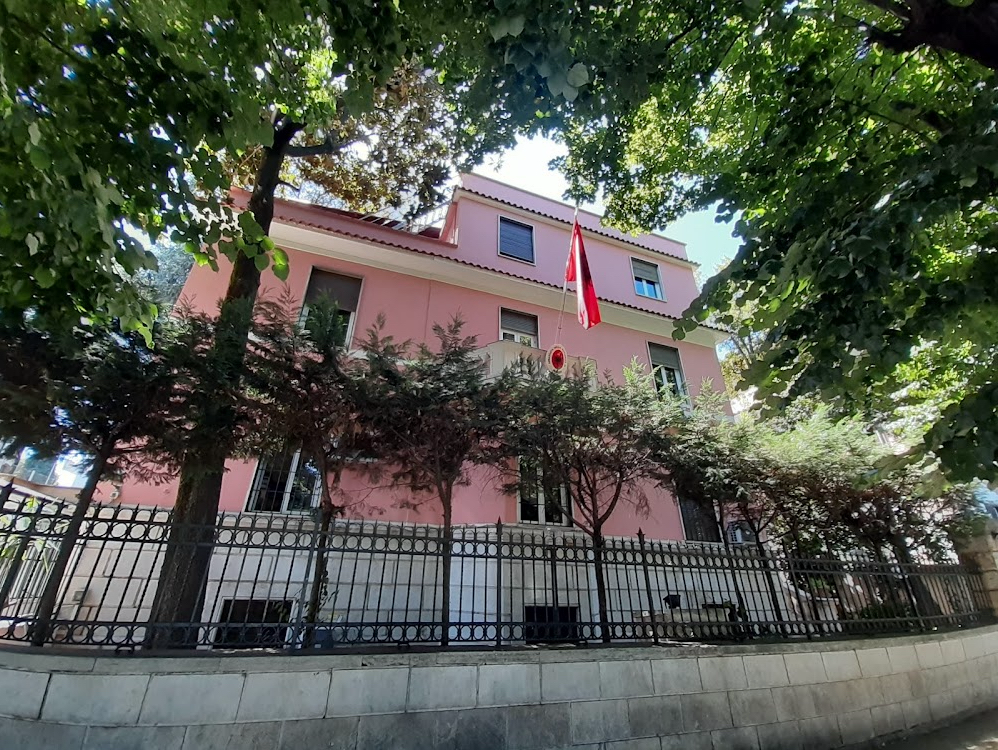
Albanische Botschaft in Rom
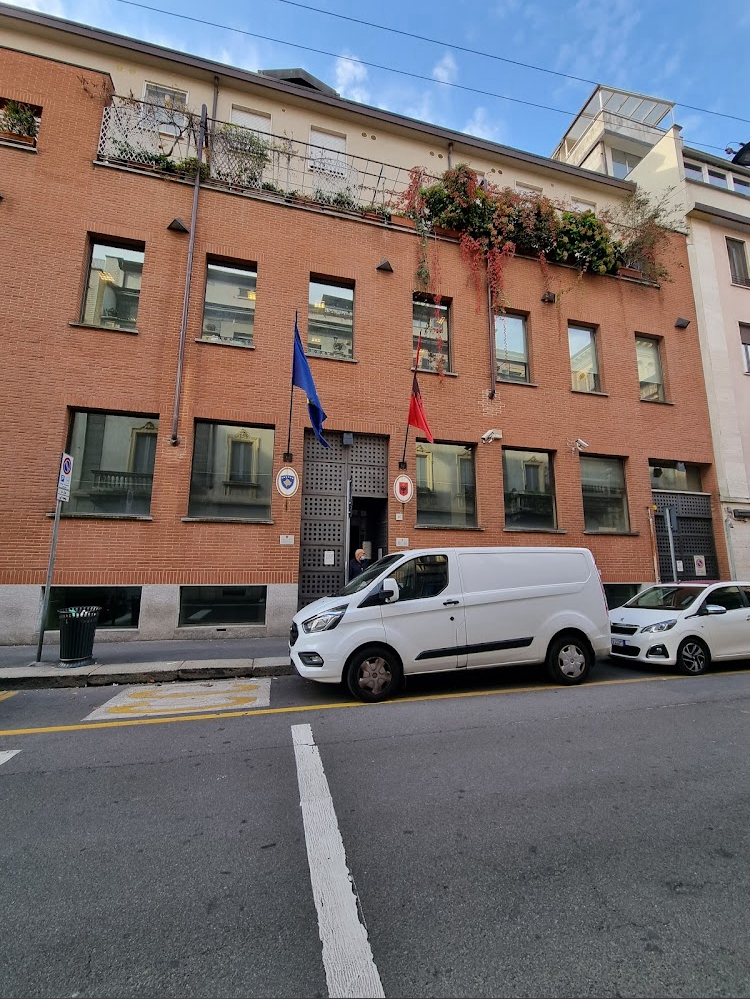
Albanisches Generalkonsulat in Mailand
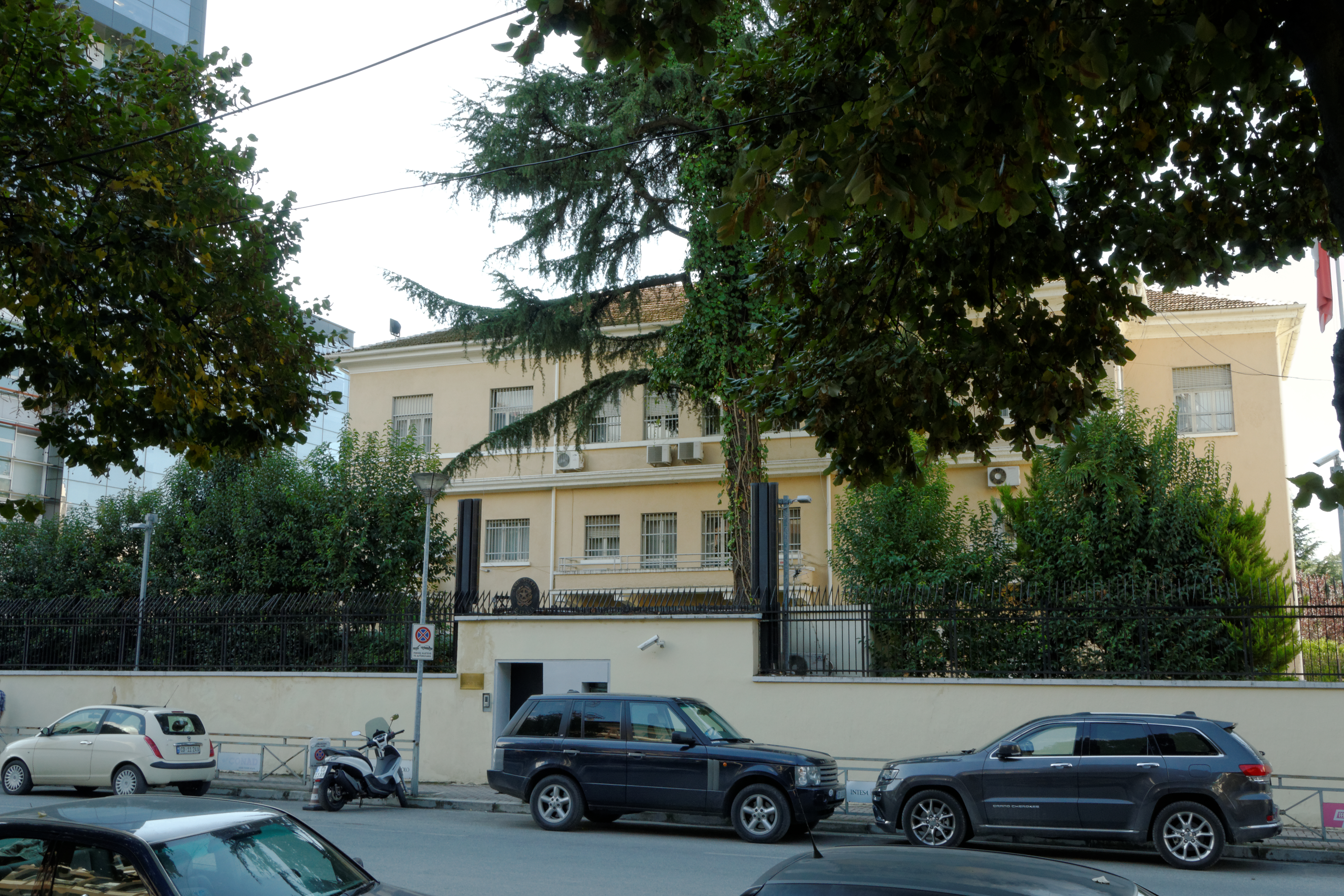
Italienische Botschaft in Tirana